# Съдърлин (град, Орегон)
Съдърлин (на английски: Sutherlin) е град в окръг Дъглас, щата Орегон, САЩ. Съдърлин е с население от 6669 жители (2000) и обща площ от 13,7 km². Намира се на 158,5 m надморска височина. ЗИП кодът му е 97479, а телефонният му код е 541.